# Filialkirche Kienberg
Die Filialkirche Kienberg steht in der Josef-Heiser-Straße Nr. 4 in der Werksiedlung Kienberg in der Marktgemeinde Gaming im Bezirk Scheibbs in Niederösterreich. Die auf den heiligen Florian von Lorch geweihte römisch-katholische Filialkirche gehört zum Dekanat Ybbs in der Diözese St. Pölten.

## Geschichte
Die Kirche wurde 1960 nach den Plänen des Baumeisters Johann Kräftner sen. erbaut.

## Architektur
Der Kirchenbau besteht aus der Kirche mit einer Seelsorgestation mit mehreren Nebenräumen. Daneben steht ein weiterer ursprünglich als Friedhofskapelle konzipierter Bau mit einem Betonglasfenster Christus Salvator 1966.
Der teils in Naturstein erbaute Kirchenbau unter einem flachen Satteldach. Der stirnseitig angeordnete Dachreiter besteht aus einem Eisenfachwerk und hat ein seitliches Fensterband.
Das Kircheninnere zeigt einen Saalraum mit einer eingezogenen Polygonalapsis unter einer Kassettendecke in Beton auf vier schlanken Rundpfeilern in der Nähe der Ecken.

## Ausstattung
Der Altar mit einem Aufbau als Bildretabel zeigt das Altarblatt Gnadenstuhl aus dem dritten Viertel des 18. Jahrhunderts, der trägt den zeitgleichen Tabernakel, eine Statue Madonna um 1450/1460 und die zwei Leinwandbilder Anna lehrt Maria das Lesen und Unterweisung Mariä durch Joachim aus dem dritten Viertel des 18. Jahrhunderts.